# Münchehofe

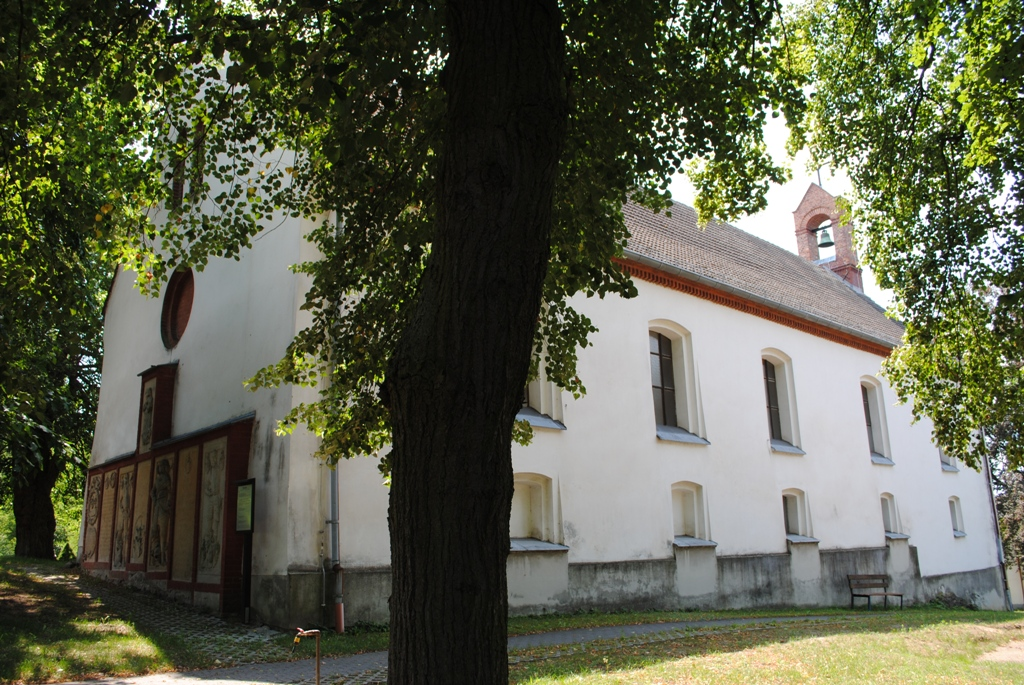
Dorpskerk

Münchehofe is een gemeente in de Duitse deelstaat Brandenburg, gelegen in het Landkreis Dahme-Spreewald.
Münchehofe telt 476 inwoners.